# Salomon Wininger

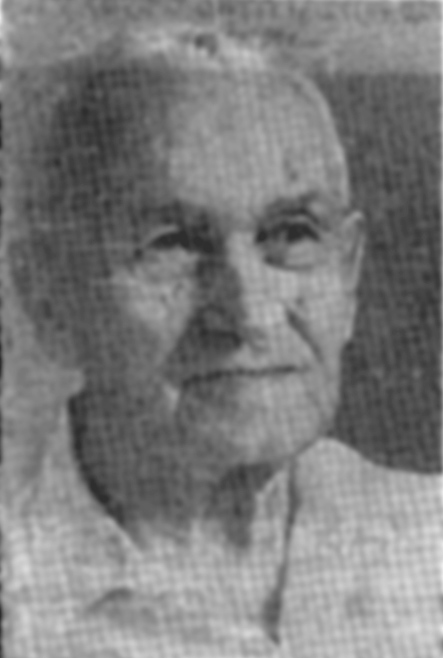
Salomon Wininger (vor 1960)

Salomon Wininger (geb. 13. Dezember 1877 in Gurahumora, Österreich-Ungarn; gest. 23. November 1968 in Ramat Gan, Israel; auch Schlomo oder Solomon Winninger) war ein österreichisch-israelischer Lexikograph, der mit seiner Großen Jüdischen National-Biographie das bisher umfangreichste bio-bibliographische Personen-Nachschlagewerk zum Judentum zusammenstellte.

## Leben
Salomon Wininger war von 1910 bis in die Zeit des Ersten Weltkriegs als österreichischer Postbeamter in Czernowitz tätig. Während des Weltkriegs hielt er sich in Wien auf und kehrte dann nach Czernowitz zurück.
Ab 1907 widmete er sich – neben seiner Berufstätigkeit – der Arbeit an der „Großen Jüdischen National-Biographie“. Das von ihm ebenfalls zusammengestellte biographische Lexikon „Sefer Ishim Zionim“ (Buch der zionistischen Männer) mit rund 17.000 Einträgen wurde nie veröffentlicht. Das Manuskript befindet sich in der Jüdischen National- und Universitätsbibliothek in Jerusalem. Er gründete zahlreiche Wohlfahrtsvereine und Volksküchen sowie die Bukowiner Pensionistenvereinigung für Staatsbeamte.
Wininger überlebte die Zeit des Holocaust in Czernowitz und emigrierte 1951 nach Israel, wo er zunächst in Jerusalem ansässig war. Ab 1955 lebte er in einem Altersheim in Netanja, später in Ramat-Gan.

## Große Jüdische National-Biographie

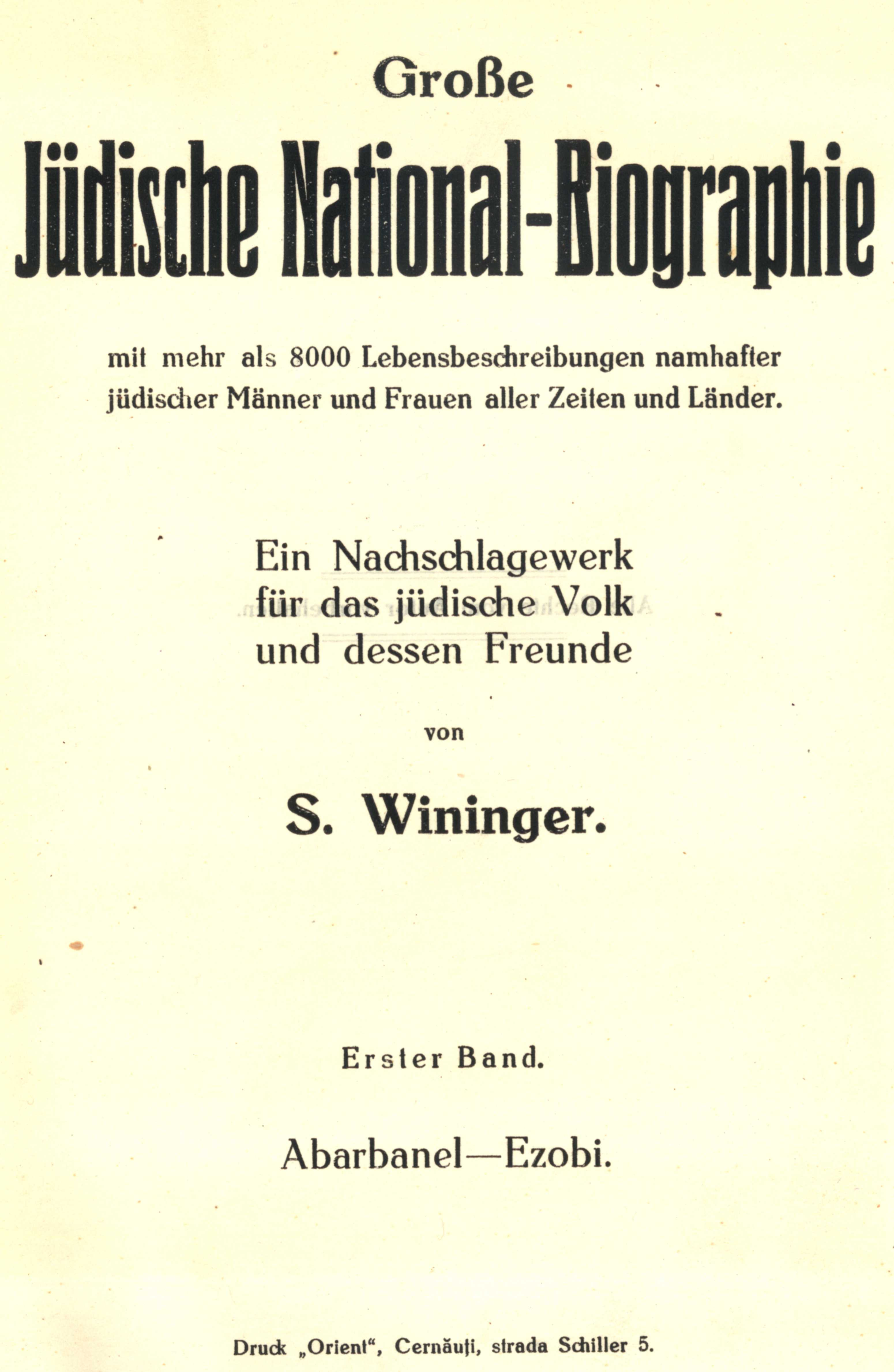
Titelseite, Band 1

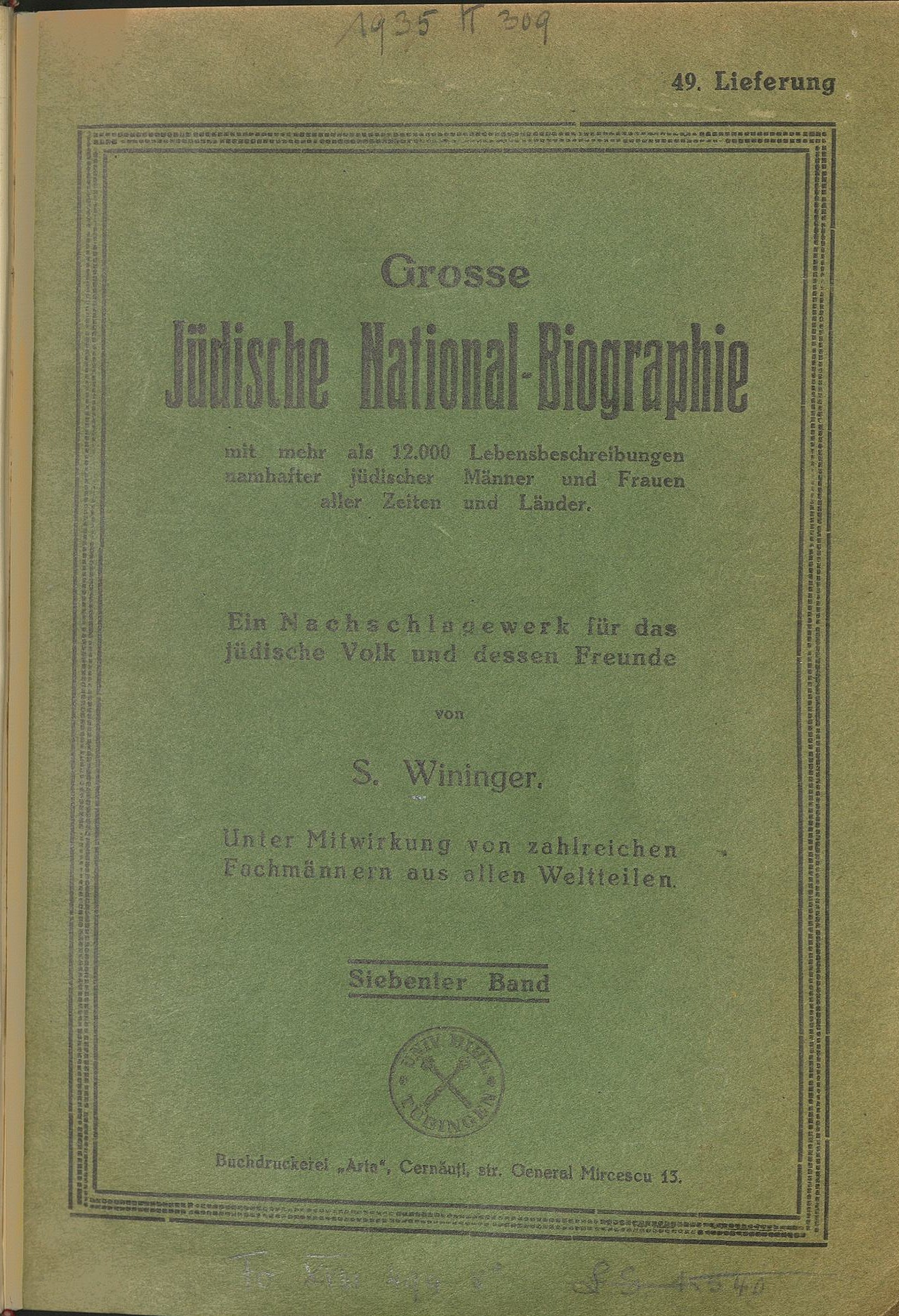
Band 7 1936, 49. Lieferung

Wininger begann im Jahr 1907 mit der Arbeit an der Großen Jüdische National-Biographie mit mehr als 8000 Lebensbeschreibungen namhafter jüdischer Männer und Frauen aller Zeiten und Länder – Ein Nachschlagewerk für das jüdische Volk und dessen Freunde in sieben Bänden (Cernăuţi 1925–1936). Er nannte sie den Versuch der Schaffung eines „Monumentum Judaici nominis, ein Denkmal des jüdischen Namens und Volkes, seines Geistes und seines Schaffens“. Sie enthält rund 13.000 mehr oder weniger ausführliche „Lebensbeschreibungen namhafter jüdischer Männer und Frauen aller Zeiten und Länder“, worin auch getaufte Juden und Jüdinnen enthalten sind. Es ist bisher eines der umfassendsten – wenn nicht das umfassendste – Werk dieser Art. Das Nachschlagewerk enthält ein Vielfaches des Materials verglichen mit Adolph Kohuts (1848–1917) Zusammenstellung „Berühmte israelitische Männer und Frauen in der Kulturgeschichte der Menschheit. Lebens- und Charakterbilder aus Vergangenheit und Gegenwart“ (2 Bände, Leipzig 1900/01), die überdies häufiger ungenauer und fehlerhafter ist als Winingers Kompilation.
Von seiner grundsätzlichen Anlage und Motivation her apologetisch und in manchen Einzelheiten nicht frei von Fehlern, ist Winingers „National-Biographie“ im Allgemeinen eine immense Materialsammlung, die sonst in weiten Teilen verlorene Kenntnisse der jüdischen Kultur- und politischen Geschichte aufbewahrt.
Winingers Werk wurde, wenngleich spät, maßgeblich durch die von Carl Steininger in Dresden ab 1914 angelegte Sammlung von ca. einer Million Ausschnitten aus mehreren Hundert verschiedenen Zeitungen und Zeitschriften „in den meisten lebenden Sprachen“ des In- und Auslandes vorangebracht. Der Nicht-Jude Steininger (Prokurist der Dresdner Bank, geb. 1876 in Salzburg) hatte ausschließlich Material zu jüdischen Persönlichkeiten und Themen gesammelt.
Die finanziellen Mittel für die Drucklegung des seit Jahren fertigen, aber unveröffentlichten Werks stellte Jakob Fallenbaum (geb. 1889 in Czernowitz), ein „Fabriksbesitzer zu Chemnitz in Sachsen“, zur Verfügung. Die Bände 1–5 wurden von der Druckerei „Orient“, die Bände 6 und 7 von der Druckerei „Tipografia ARTA“ (F. Weiner-Ernst) in Czernowitz hergestellt.
1. Band: „Abarbanel – Ezobi“ (richtig: „Czernowitzer“). 1925, 638 S. (Digitalisat der Goethe-Universität Frankfurt/M.)
2. Band: „Dafiera – Harden“. 1927, 635 S. (Digitalisat der Goethe-Universität Frankfurt/M.)
3. Band: „Harischon – Lazarus“. 1928, 639 S. (Digitalisat der Goethe-Universität Frankfurt/M.)
4. Band: „Leavith – Péreire“. 1930, 637 S. (Digitalisat der Goethe-Universität Frankfurt/M.)
5. Band: „Pereira – Steinhaus“. 1931, 637 S. (Digitalisat der Goethe-Universität Frankfurt/M.)
6. Band: „Steinheim – Zweig“. Nachtrag: „Abarbanel – Van Geldern“. 1932, 639 S. (Digitalisat der Goethe-Universität Frankfurt/M.)
7. Band: Nachtrag 1: „Ge – Schluss“. Nachtrag 2: „A – Z“. Anhang. 1936, 667 S. (Digitalisat der Goethe-Universität Frankfurt/M.)

Im Vorwort (Czernowitz 1925) schreibt Wininger unter anderem.:

„[…] Jedes Volk, das auf Geschichte und Bildung Anspruch erhebt, das in dem großen Buche der Weltgeschichte eine ehrenhafte Stellung einnehmen will, sei es als Träger der Literatur, Kunst und Politik, sei es auf dem Gebiete der Religion und Wissenschaft, soll und muß seine bedeutenden Männer, jene seine Führer und Heroen kennen lernen, welche für das Wohl ihrer Nation unablässig tätig gewesen sind; soll namentlich seine Ahnen kennen lernen, die in Stunden der Bedrängnis ihre ganze Person, ihr Gut und Blut für die Religion der Väter und den angestammten Glauben eingesetzt haben. […]

Jede freie Nation liebt es, ihre großen Männer durch Denkmäler zu ehren und ihre Taten in Erz und Marmor zu verewigen. Nur die jüdische Nation, die heimatlose, welche auf ihre Größen doppelt stolz sein könnte, da sich dieselben erst aus Ketten und Banden emporgerungen, nur sie ehrt sie nicht durch solche Zeichen der Anerkennung. Wie sie stets nach geistigen Schätzen gestrebt hat, als dem Einzigen, was ihr keine Gewalt entreissen, keine Macht verschließen konnte, so setzte sie ihnen auch geistige Denkmale und jene großen Namen erbten sich in dankbarer Erinnerung fort vom Vater auf den Sohn, von Jahrhundert auf Jahrhundert. Welche Denkmale edler sind und unvergänglicher, das hat die Geschichte längst entschieden; Ilion liegt in Trümmern und nur schwache Spuren reden zu dem Wanderer, aber Homers blühende Gesänge leben ewig im Munde der Völker. […]

Ich nehme [bei der Ausarbeitung des Werks] kein anderes Verdienst in Anspruch als Zerstreutes gesammelt, Vergessenes aufgefrischt und die bedeutenden jüdischen Männer und Frauen aller Zeiten und Länder – soweit ich hiefür biographisches Material auftreiben konnte – in einem Werke vereinigt zu haben.

Möge nun diese Nationalbiographie fördern helfen die Kenntnis und die Liebe und Begeisterung für unsere religiösen und nationalen Ideale. Möge es den Lesern Selbstachtung einflößen, sowie nachahmenswerte Beispiele liefern. Erreiche ich dies, so wird es mein schönster und größter Lohn sein.“